# پاول فرانکل
پاول فرانکل (به آلمانی: Paul Frankl)؛ (زادۀ ۲۲ آوریل ۱۸۷۸ میلادی – درگذشتۀ ۳۰ ژانویهٔ ۱۹۶۲ میلادی)، تاریخ‌نگار هنر متولد اتریش-مجارستان بود. فرانکل بیشتر به خاطر نوشته‌هایش دربارهٔ تاریخ و اصول معماری، که به طرز معروفی در چارچوب گشتالت-محور ارائه کرده‌ است، شناخته شده‌ است.